# Рахнавард, Захра
Захра Рахнавард (перс. زهرا رهنورد‎; урождённая Зохре Каземи; род. 31 октября 1945, Боруджерд, Лурестан) — иранская художница, учёная (профессор университета) и политик. Рахнавард была под домашним арестом с февраля 2011 года по май 2018 года. В 2009 году журнал Foreign Policy назвал её одним из самых выдающихся мыслителей мира. В своей работе она подчеркивала важность соблюдения закона о хиджабе не только женщинами, но и мужчинами, а также активно боролась за права женщин на Ближнем Востоке.
Жена бывшего премьер-министра Ирана Мир-Хосейна Мусави. 

## Ранний период жизни
Рахнавард родилась в иранском Боруджерде. Она получила степень бакалавра и магистра в области искусства и архитектуры в Тегеранском университете. Также у неё есть степени магистра и доктора политических наук Исламского университета Азад.

## Карьера

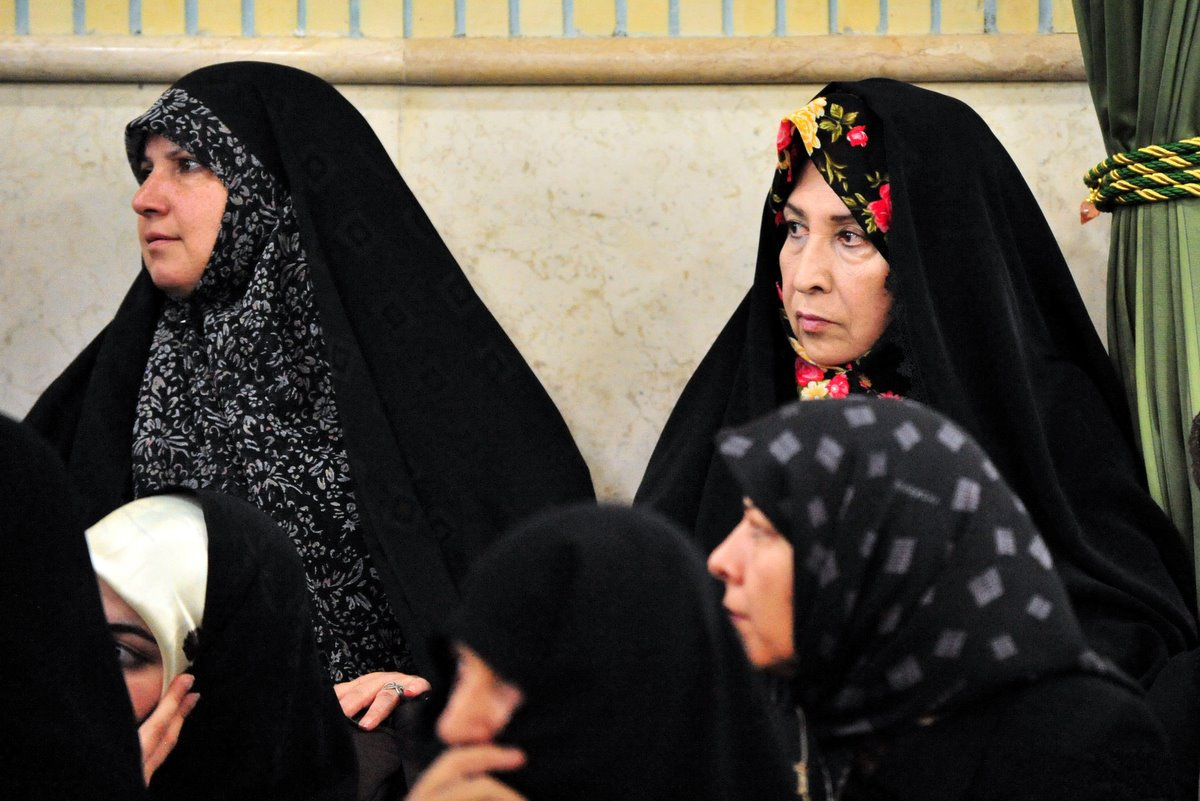
Захра Рахнавард в 2009 году

Рахнавард была среди первых революционеров, восставших против шаха. В последние годы его правления она была близка к Али Шариати, исламистскому лидеру-диссиденту. Рахнавард вместе с бывшим президентом Рухани и Мир-Хосейном Мусави предложили и стали пионерами закона обязательного хиджаба, который вступил в силу вскоре после революции.
Рахнавард занимала должность ректора университета Аль-Захра в Тегеране с 1998 по 2006 год и была политическим советником бывшего президента Ирана Мохаммада Хатами. Она была первой иранкой, назначенной ректором университета после иранской революции 1979 года. На этот пост её выдвинул бывший министр науки, исследований и технологий Мостафа Мойн. После избрания президента Махмуда Ахмадинежада в 2005 году и чистки чиновников-реформаторов в правительстве Рахнавард была отстранена (или ушла в отставку) с поста ректора Университета Аль-Захра в 2006 году, её заменил Махбубе Мобашери.
Будучи главой Женского социального и культурного совета, созданного в 1989 году в качестве одного из семи правительственных комитетов, занимающихся различными социальными вопросами, Рахнавард призывала к более равному представлению в этих комитетах женщин-членов и открыто критиковала неспособность правительства предоставить женщинам то, что, по её мнению, является их законными социальными и гражданскими правами согласно Корану.
Она была активным членом предвыборной кампании своего мужа Мир-Хосейна Мусави, когда тот участвовал в президентских выборах 2009 года. Сейчас она состоит в партии «Зелёный путь надежды».
Рахнавард написала 15 книг.

## Личная жизнь
Рахнавард — жена Мир-Хосейна Мусави, бывшего премьер-министра Ирана, у неё три дочери: Кокаб, Наргес и Захра. Она и Мусави поженились 18 сентября 1969 года.